# Amie Joof Cole
Amie Joof Cole (oft Amie Joof; geboren am 9. Januar 1952 in Bakau) ist eine gambische Rundfunkjournalistin.

## Leben
Joof kam als Kind von Kebba Balla Modi Joof und Sunta Kamara in Bakau zur Welt.
Sie besuchte die St. Joseph’s High School und Gambia High School (heute Gambia Senior Secondary School) in Banjul und studierte Erwachsenenbildung an der Universität von Ghana in Legon.
Ab 1971 arbeitete sie für Radio Gambia (heute Gambia Radio & Television Service). Ab 1983 war sie dort Head of the Rural Broadcasting and Adult Education. Von 1989 bis 1994 produzierte und moderierte sie Radioprogramme zu Familienthemen. Schließlich war sie ab 1998 Acting Manager der Rundfunkgesellschaft.
Sie heiratete 1980 Ebrima Cole (gest. 2016), der ebenfalls bei Radio Gambia arbeitete und hatte mit ihm mehrere Kinder.
Sie war 1984 Mitbegründerin der Frauenrechtsorganisation GAMCOTRAP, die sich gegen Weibliche Genitalverstümmelung einsetzt und ab 1991 oder 1993 bis 1997 deren Präsidentin.
Ab 1993 war sie im Vorstand des National Women’s Council. Ab 1996 arbeitete sie für die von Samuel J. Palmer gegründete Gambia Family Planning Association (GFPA).
Von 2001 an war sie Direktorin des African Women’s Media Center in Dakar (Senegal), ehe sie 2003 Direktorin von FAMEDEV (Reseau Inter africain pour les femmes, medias et développement bzw. Inter-Africa Network For Women, Media, Gender and Development) ernannt wurde. Um 2008 lebte sie in Dakar (Senegal) und war Mitgründerin des Radio Alternative Voice (Radio AVG). Die Redaktion saß im Senegal, da in Gambia die Pressefreiheit unter Yahya Jammeh nicht gegeben sei, wie man an der Schließung von Citizen FM erkennen könne. Das Radio richtete sich an gambische Hörer und sollte vor allem zu Menschenrechtsthemen informieren.
Zudem war sie Generalsekretärin der West Africa Women’s Association (WAWA) der Westafrikanischen Wirtschaftsgemeinschaft (ECOWAS)
Seit 2018 ist sie Mitglied der elfköpfigen Constitutional Review Commission (CRC), deren Ziel die Erarbeitung von Vorschlägen für eine neue Verfassung Gambias ist.
Joof Cole spricht nach eigenen Angaben neben Englisch und Französisch auch Wolof, Mandinka, Fulfulde und Krio.